# Strażnica KOP „Borkowszczyzna”

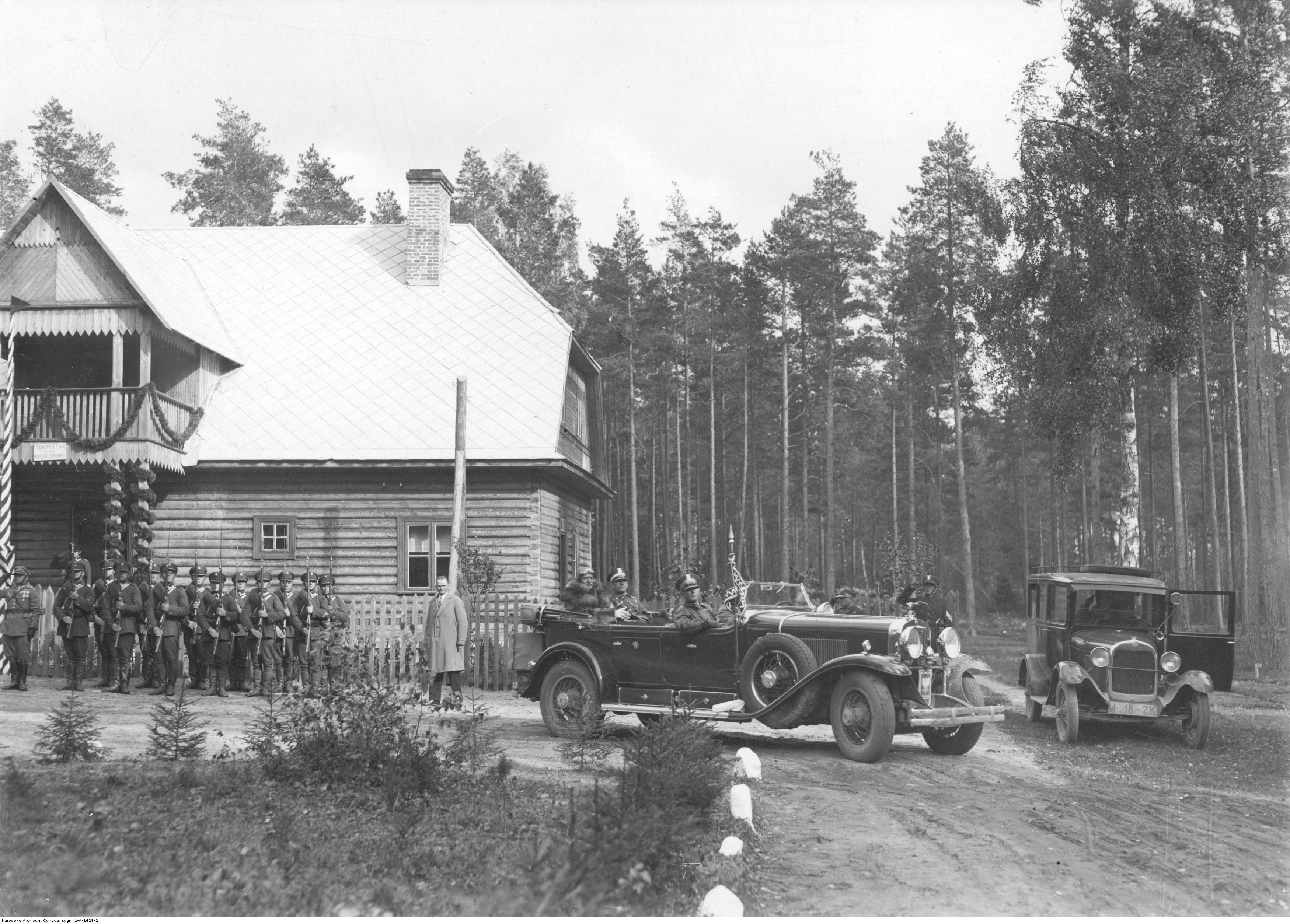
Wizyta prezydenta RP Ignacego Mościckiego na kresach wsch. w Borkowszczyżnie

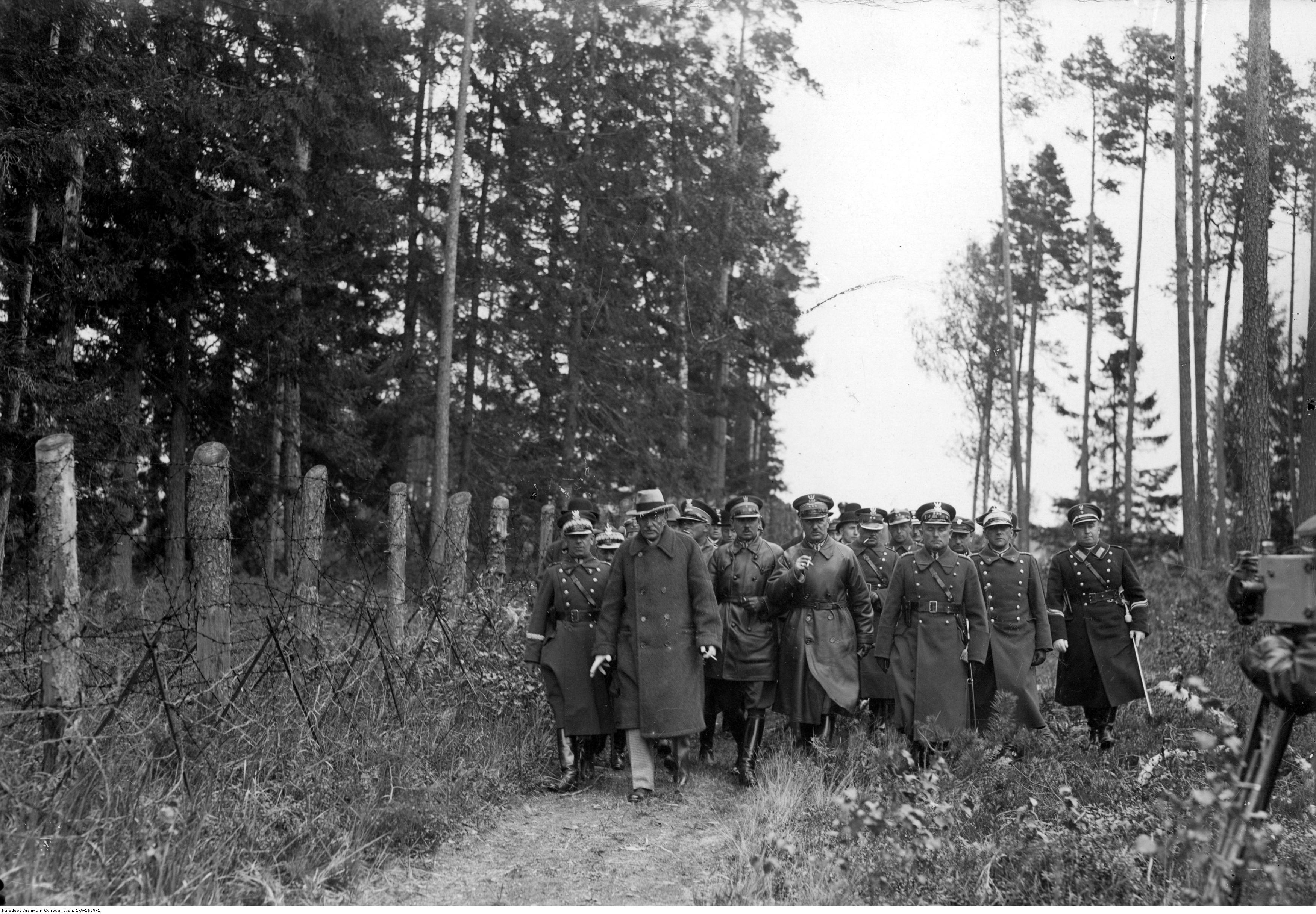
Prezydent RP Ignacy Mościcki wizytuje strażnicę KOP w Borkowszczyżnie

Strażnica KOP „Borkowszczyzna” – zasadnicza jednostka organizacyjna Korpusu Ochrony Pogranicza pełniąca służbę ochronną na granicy polsko-sowieckiej.

## Formowanie i zmiany organizacyjne
W 1924, w składzie 2 Brygady Ochrony Pogranicza, został sformowany 8 batalion graniczny. W 1928 w skład batalionu wchodziło 13 strażnic. Strażnica KOP „Borkowszczyzna” w latach 1928–1939 znajdowała się w strukturze 4 kompanii KOP „Rubieżewicze”  batalionu KOP „Stołpce”. Strażnica liczyła około 18 żołnierzy i rozmieszczona była przy linii granicznej z zadaniem bezpośredniej ochrony granicy państwowej.
W 1930 strażnicy nadano imię Mikołaja Kopernika.
W 1932 obsada strażnicy zakwaterowana była w budynku popolicyjnym. Strażnicę z macierzystą kompanią łączyła droga polna długości 14,5 km.

## Służba graniczna
Podstawową jednostką taktyczną Korpusu Ochrony Pogranicza przeznaczoną do pełnienia służby ochronnej był batalion graniczny. Odcinek batalionu dzielił się na pododcinki kompanii, a te z kolei na pododcinki strażnic, które były „zasadniczymi jednostkami pełniącymi służbę ochronną”, w sile półplutonu. Służba ochronna pełniona była systemem zmiennym, polegającym na stałym patrolowaniu strefy nadgranicznej, wystawianiu posterunków alarmowych, obserwacyjnych i kontrolnych stałych, patrolowaniu i organizowaniu zasadzek w miejscach rozpoznanych jako niebezpieczne, kontrolowaniu dokumentów i zatrzymywaniu osób podejrzanych, a także utrzymywaniu ścisłej łączności między oddziałami i władzami administracyjnymi. Strażnice KOP stanowiły pierwszy rzut ugrupowania kordonowego Korpusu Ochrony Pogranicza.
Strażnica KOP „Borkowszczyzna” w 1932 ochraniała pododcinek granicy państwowej szerokości 4 kilometrów 445 metrów od słupa granicznego nr 752 do 763, a w 1938 pododcinek szerokości 5 kilometrów 261 metrów od słupa granicznego nr 751 do 764.
Sąsiednie strażnice:
- strażnica KOP „Oleszkowo” ⇔ strażnica KOP „Samochwały” – 1928[13], 1929[3], 1931[4] , 1932[14], 1934[6], 1938[7]

## Walka o strażnicę w 1939
17 września 1939 strażnicę atakowali kawalerzyści 3 szwadronu 145 pkaw st. lejtn. Wojnowa. Załoga stawiła krótkotrwały opór.

## Dowódcy strażnicy
- plut. Antoni Kwiatkowski (był 30 VII 1936)[16]